# Ankara (provinca)
Provinca Ankara je provinca, ki se nahaja v osrednji Anatoliji v Turčiji. Središče province je tudi glavno mesto države, Ankara.  

## Okrožja
- Akyurt
- Altındağ
- Ayaş
- Bala
- Beypazarı
- Çamlıdere
- Çankaya
- Çubuk
- Elmadağ
- Etimesgut
- Evren
- Gölbaşı
- Güdül
- Haymana
- Kalecik
- Kazan
- Keçiören
- Kızılcahamam
- Mamak
- Nallıhan
- Polatlı
- Sincan
- Yenimahalle
- Şereflikoçhisar